# 양성로
양성로(Yangseong-ro)는 경기도 안성시 양성면 동항사거리에서 난실교차로를 잇는 23.6km 도로이다.

## 주요 경유지
경기도
- 안성시 (양성면)

## 노선
| 이름            | 접속 노선                               | 소재지 | 소재지 | 비고                   |
| --------------- | --------------------------------------- | ------ | ------ | ---------------------- |
| 동항사거리      | 국가지원지방도 제23호선 (만세로) 장터길 | 안성시 | 양성면 | 지방도 제306호선과중복 |
| (이름없음)      | 지방도 제306호선 (한내로)               | 안성시 | 양성면 | 지방도 제306호선과중복 |
| 동항교          |                                         | 안성시 | 양성면 |                        |
| 냉정이고개      |                                         | 안성시 | 양성면 |                        |
| 양성교차로      | 국도 제45호선 (남북대로)                | 안성시 | 양성면 |                        |
| 이현교차로      | 국도 제45호선 (남북대로)                | 안성시 | 양성면 |                        |
| 장서1교차로     | 지방도 제314호선 (어진로)               | 안성시 | 양성면 | 지방도 제314호선구간   |
| 장서2교차로     | 국도 제45호선 (남북대로)                | 안성시 | 양성면 | 지방도 제314호선구간   |
| 난실교차로      | 국가지원지방도 제82호선 (안성대로)      | 안성시 | 양성면 | 지방도 제314호선구간   |
| 안성대로와 직결 |                                         |        |        |                        |